# Entada camerunensis
Espèce
Entada camerunensis Villiers  est une espèce de plantes à fleurs de la famille des Fabaceae selon la classification phylogénétique. 

## Description
Cette liane ligneuse, décrite au Cameroun, possèdent des tiges d'environ 15 cm de diamètre à la base. Elle peut aussi former des buissons épais grâce à ses tiges qui se dédoublent successivement jusqu'à former un enchevêtrement épais.  
Cette espèce se développe dans les forêts galeries ou dans les broussailles de savane à la lisière des forêts. 